# Mbuna
Die Mbuna (Pseudotropheina) sind eine im ostafrikanischen Malawisee und dem oberen Shire endemisch vorkommende Gruppe der Buntbarsche (Cichlidae) im Rang eines Untertribus. Sie leben dort an felsigen Ufern und ernähren sich von Aufwuchs und im Aufwuchs lebenden kleinen Wirbellosen, seltener auch von Zooplankton. Viele Arten der Gruppe sind sehr farbenprächtig und seit langem beliebte Aquarienfische. Der Name Mbuna ist in der Aquaristik seit langem für die Gruppe in Gebrauch und wurde von Fischern des Malawisees übernommen. Eine wissenschaftliche Bezeichnung erhielten die Mbuna erst im Oktober 2024 durch den Ichthyologen Michael K. Oliver.

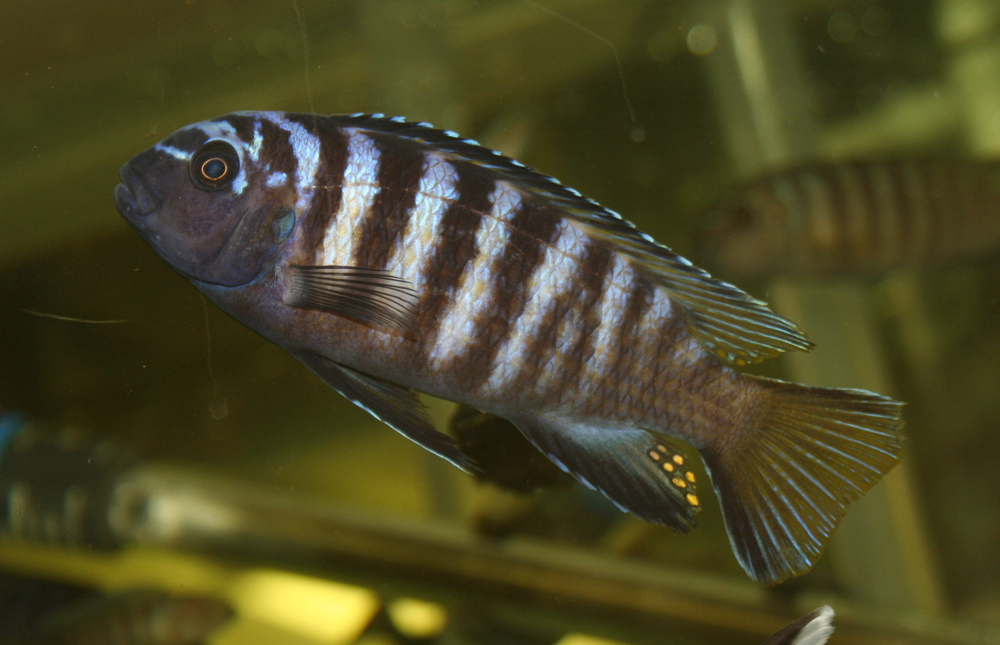
Schmalbarsch (Chindongo elongatus)

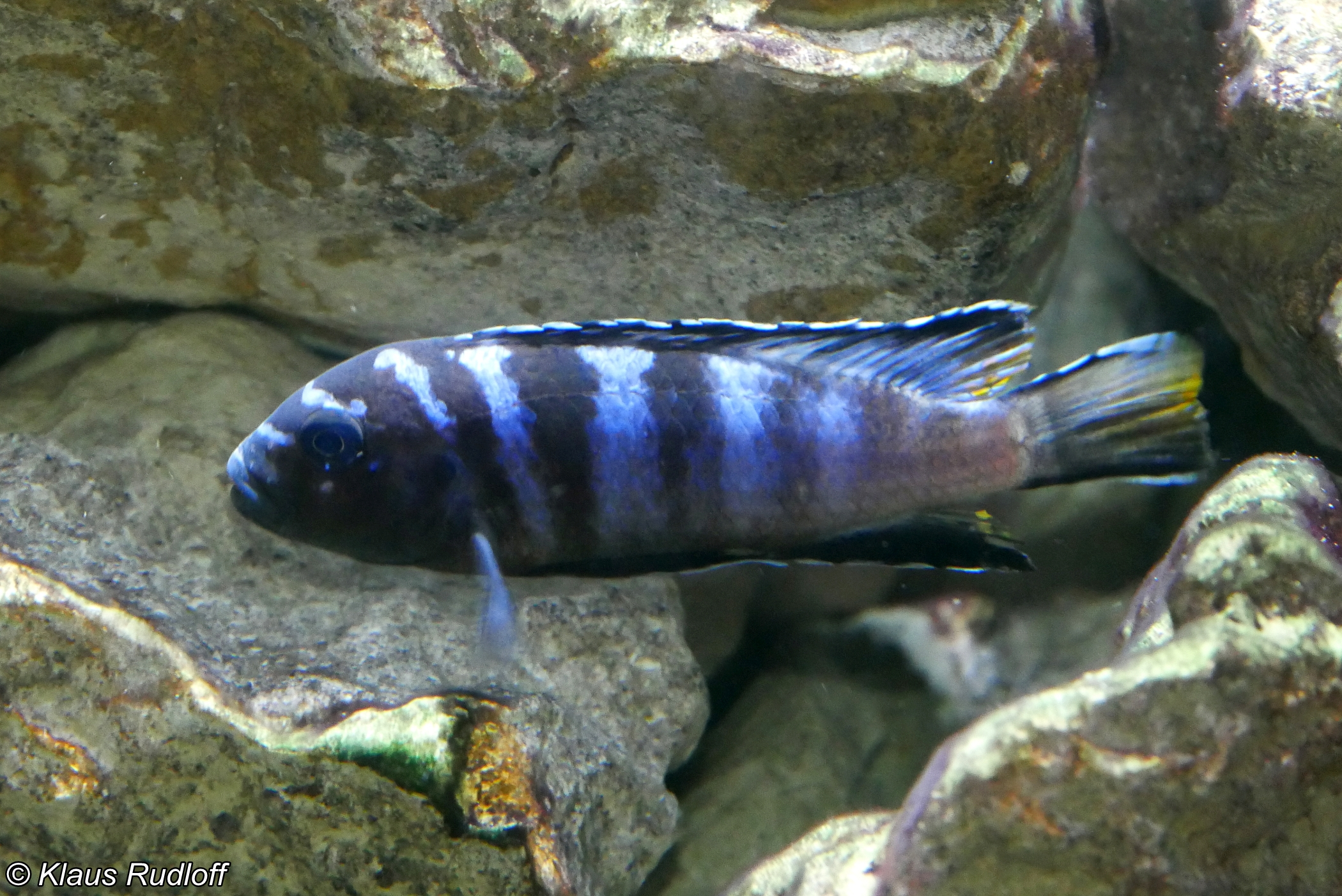
Gephyrochromis lawsi

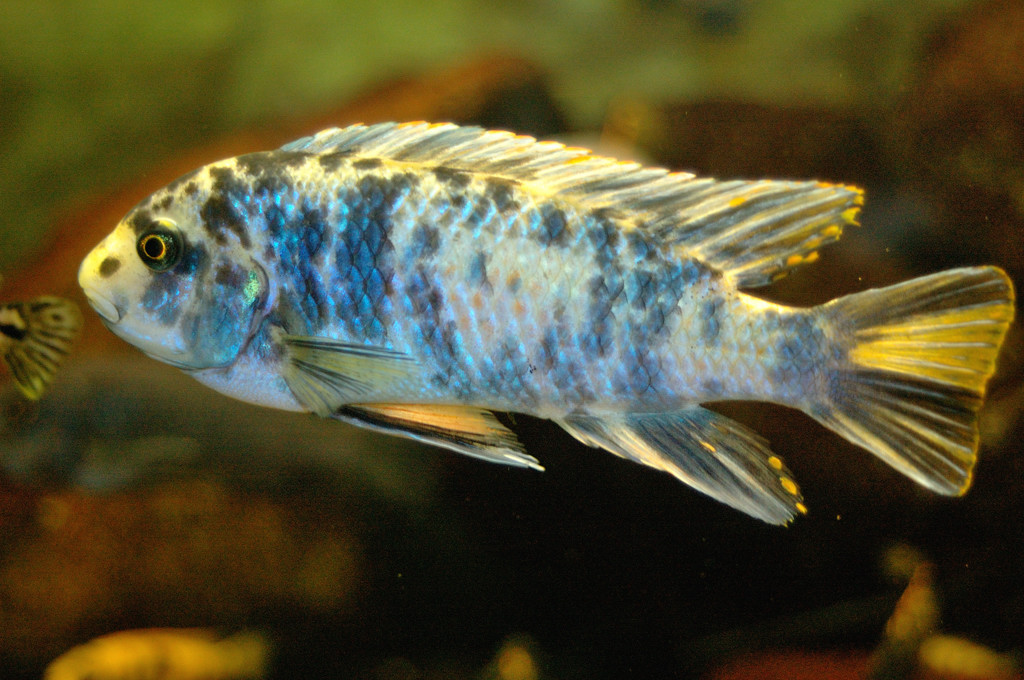
Schabemund-Buntbarsch (Labeotropheus fuelleborni)

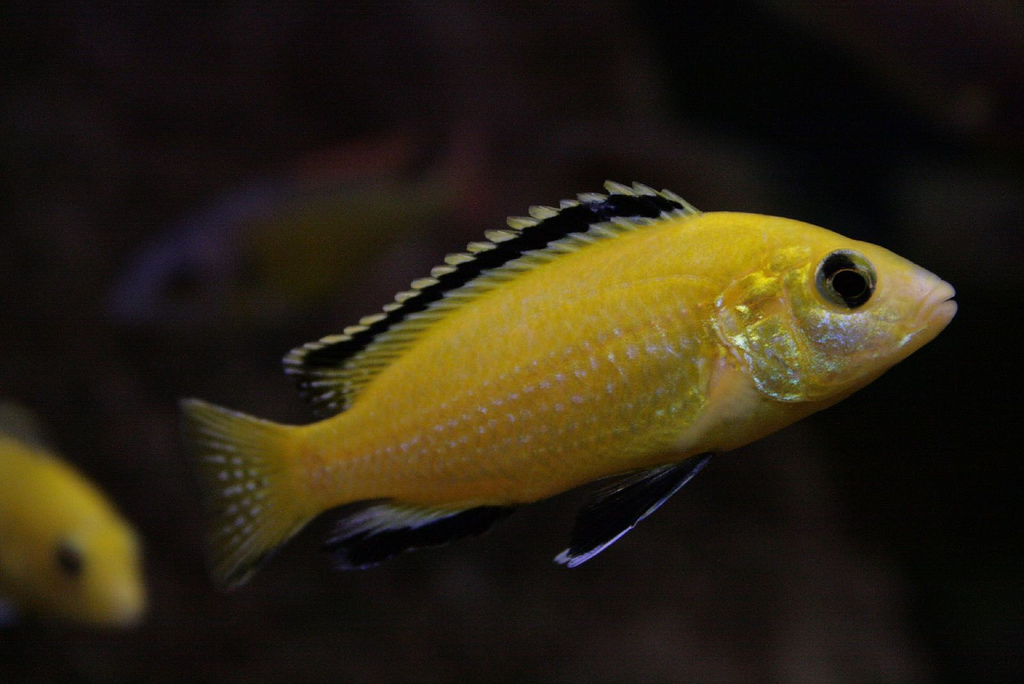
Labidochromis caeruleus

## Merkmale
Die verschiedenen Arten der Mbuna sind normalerweise kleine Fische mit einem mehr oder weniger langgestreckten Körper und einem ausgeprägten Geschlechtsdimorphismus. Entweder sind die Fische bunt gefärbt, oft zeigen sie eine blaue oder gelbe Grundfärbung, oder mehr oder weniger dunkel. Dominierende Männchen zeigen fast immer eine auffallende Brutfärbung. Die Schuppen auf der Brust der Fische sind kleiner als die der angrenzenden Körperregionen, wobei der Übergang von größeren zu kleineren Schuppen nicht allmählich verläuft, sondern abrupt. Die Afterflossen der Männchen zeigen „echte“ Eiflecke, das heißt die Flecken sind auffällig, rund, gelb bis orangefarben und von einem schmalen transparenten Ring umgeben. Sie befinden sich auf dem hinteren Abschnitt der Afterflosse. Der linke Eierstock der Weibchen ist verkümmert. Die verschiedenen Arten der Mbuna haben 28 bis 33 Wirbel, davon 13 bis 16 Rumpfwirbel und 15 bis 17 Schwanzwirbel.

## Lebensraum und Lebensweise
Mbuna-Arten leben an felsigen Küstenabschnitten des Malawisees. Die Felsküsten können flach sein, sofort steil abfallen oder eine unterschiedlich tiefe, mehr oder weniger flach verlaufende Zone fällt nach einer gewissen Strecke abrupt steil ab. Der Fels besteht oft aus Glimmerschiefer. Das Wasser ist in der Regel klar und die Sichtweite liegt bei 16 bis 20 Metern. Trübungen treten nur auf, wenn starke Winde zu einer kräftigen Wellenbewegung führt, die Sinkstoffe vom Boden aufwirbeln. Die felsigen Unterwasserlandschaften bieten den Mbuna viele Versteckmöglichkeiten in Form von Spalten und grottenartigen Einbuchtungen. Die Populationsdichte kann sehr hoch sein und auf einem Quadratmeter können sich fünf bis zehn Mbunas aufhalten. Der Aufwuchs aus verschiedenen Algen und den fadenförmig wachsenden Cyanobakterien („Blaualgen“) der Gattung Calothrix sind die Grundlage ihrer Nahrung. Entweder ernähren sich die Fische direkt von den Algen oder sie kämmen oder picken mit einer speziell angepassten Bezahnung kleine Wirbellose aus dem Algenrasen. Bei den Wirbellosen handelt es sich überwiegend um Mückenlarven, Muschelkrebsen und Ruderfußkrebse. Die Wassertemperatur liegt das ganze Jahr über bei mehr als 20 °C. Alle Arten der Mbuna sind Maulbrüter, die eine Mutterfamilie bilden, das heißt die Weibchen übernehmen die Brutpflege. Männchen sind revierbildend, standorttreu und polygam.

## Gattungen
Zu den Mbuna gehören 14 Gattungen und über 130 beschriebene Arten.
- Abactochromis Oliver & Arnegard, 2010
- Chindongo Li, Konings, & Stauffer, 2016
- Cyathochromis Trewavas, 1935
- Cynotilapia Regan, 1922
- Genyochromis Trewavas, 1935
- Gephyrochromis Boulenger, 1901
- Iodotropheus Oliver & Loiselle, 1972
- Labeotropheus Ahl, 1926
- Labidochromis Trewavas, 1935
- Maylandia Meyer & Foerster, 1984
- Melanochromis Trewavas, 1935
- Petrotilapia Trewavas, 1935
- Pseudotropheus Regan, 1922
- Tropheops Trewavas, 1984